# Slottsskogskolonin
Slottsskogskolonin (ibland Slottsskogskolonien) är en koloniträdgård i västra Göteborg. Den grundades 1916, under namnet Godhemskolonien, och har haft sitt nuvarande namn sedan 1969. Koloniträdgården har idag 154 lotter.

## Historik
Koloniträdgården grundades 1916 och omnämndes först som Godhemskolonien. Detta var under första världskriget, och matbristen under första världskriget gjorde koloniträdgårdar till viktiga hjälpmedel för städernas livsmedelsförsörjning.
Därefter bytte området namn till Kungsladugårdskolonien, ett namn det kom att ha fram till 1969. Det året bytte man till nuvarande namn, eftersom kopplingen till Slottsskogen ansågs värdefull för koloniträdgårdens fortlevnad.
Föreningen som driver koloniträdgården är ansluten till FGK (Föreningen Göteborgs koloniträdgårdar).

## Fakta
- Gatuadress: Slottsskogsgatan 80[2]
- Antal lotter: 154 (ursprungligen 155[1])
- Lotternas medelstorlek: 250–300 m²[1]